# 平端村
平端村（ひらばたむら）は、奈良県生駒郡にあった村。現在の大和郡山市の南端、近畿日本鉄道平端駅の周辺にあたる。

## 地理
- 河川：大和川

## 歴史
- 1889年（明治22年）4月1日 - 町村制の施行により、長安寺村・柏木村・額田部村寺方・額田部村南方・額田部村北方・西村・八条村・宮堂村の区域をもって発足。
- 1935年（昭和10年）2月11日 - 本多村と合併して昭和村が発足。同日平端村廃止。

## 交通

### 鉄道路線
- 大阪電気軌道（現・近畿日本鉄道）
  - 橿原線
  - 天理線
    - 平端駅

  - 法隆寺線
    - 額田部駅 - 平端駅

現在は旧村域に近鉄橿原線のファミリー公園前駅が所在するが、当時は未開業。

### 道路
現在は旧村域に西名阪自動車道の大和まほろばスマートインターチェンジが所在するが、当時は未開通。

## 名所・旧跡・観光スポット・祭事・催事
- 額安寺
- 筒井順慶墓